# Grêmio Esportivo Osasco
El Grêmio Esportivo Osasco, més conegut com a Grêmio Osasco, és un club desportiu brasiler, destacant al futbol, de la ciutat d'Osasco, de l'estat de São Paulo.

## Història
La ciutat d'Osasco tenia més representants en el futbol, un d'ells era l'Esporte Clube Osasco, que disputeix les divisions inferiors de futbol de São Paulo, fins que el 2007 decideix fora del futbol. Indignats cinc residents van decidir fundar un nou club per a representar la ciutat, es funda Grêmio Esportivo Osasco. La temporada següent, en la comanda Toninho Moura, l'equip pot accedir a la sèrie A-3. El 2012, s'eleva a la sèrie A-2 després de guanyar la Juventus per 3-1 i acaba en secon lloc.

## Estadi
El GEO juga a l'estadi José Liberatti, amb capacitat per a 15.000 espectadors.